# Pháo không giật B-11

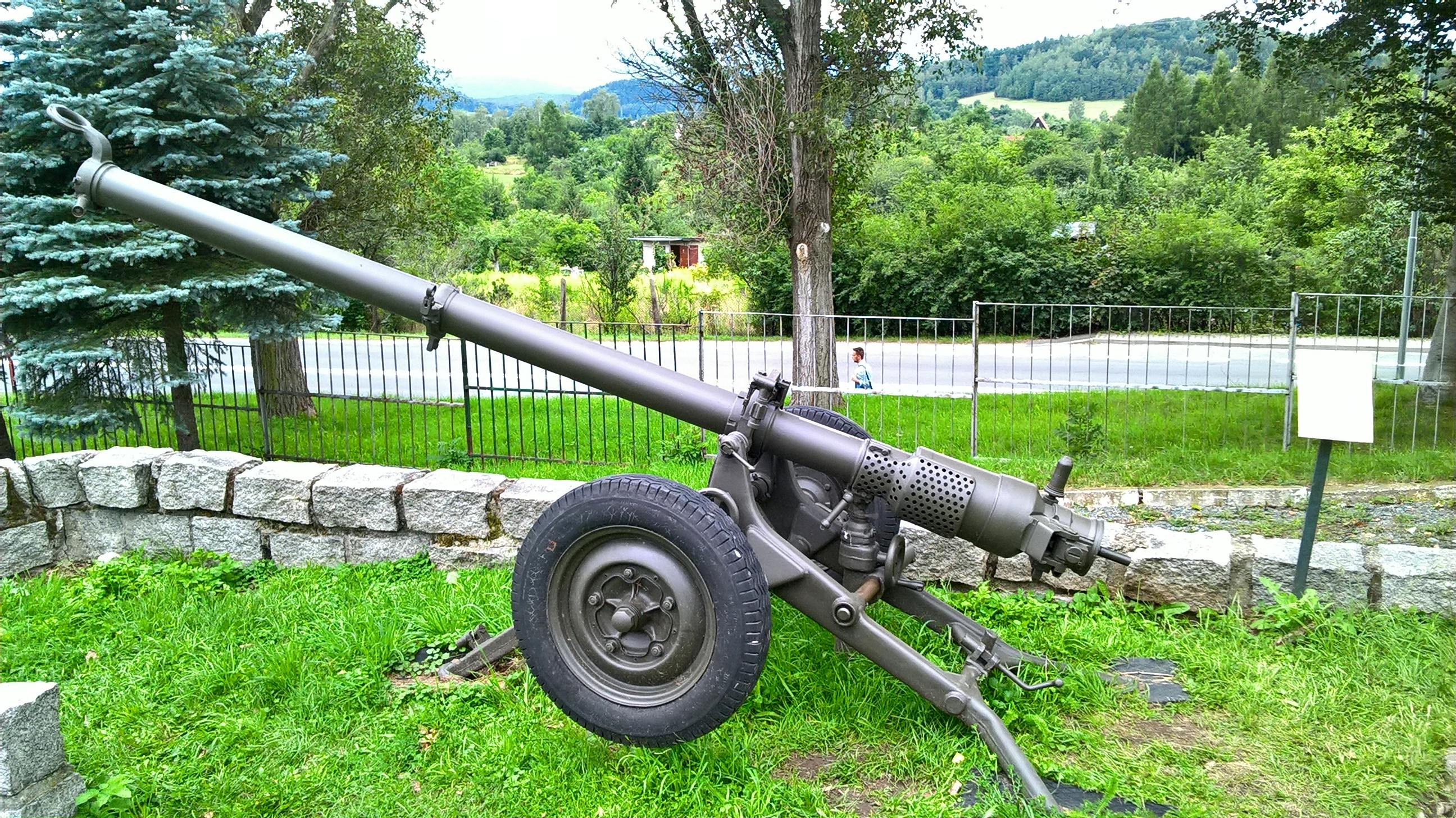
B-11 recoilless gun used by Polish Armed Forces.

‎Súng không giật B-11‎‎ (còn được gọi là RG107)‎‎ là một ‎‎khẩu súng không giật‎‎ ‎‎nòng trơn‎‎ 107 mm của ‎‎Liên Xô‎‎. Nó được đưa vào hoạt động vào năm 1954,,‎‎ và thường được kéo bởi một chiếc xe tải ‎‎ZIL-157‎‎ 6x6 hoặc một chiếc xe tải ‎‎UAZ‎‎ 4x4. ‎
‎Được thiết kế bởi ‎‎KB Mashinostroyeniya‎‎ (KBM), ‎‎Kolomna‎‎. ‎
‎Nó được trang bị bằng cách sử dụng kính ngắm PBO-4 có tầm nhìn lửa trực tiếp zoom 5,5x và tầm nhìn zoom 2,5x cho hỏa hoạn gián tiếp.‎

## Các nước sử dụng
Current users
- Algérie: 60 tính đến  năm 2016[3]
- Angola[4]
- Cambodia[5]
- Ethiopia[6]
- Iran[7]
- Laos[8]
- North Korea
- SADR
- Vietnam

Former users
- USSR
- Bulgaria
- China
- East Germany
- Egypt[9]
- Iraq[10]
- Nigeria: some used during Biafran War[11]
- North Vietnam[12]
- Poland
- Somalia
- Romania